# O Guesa
O Guesa é uma obra do poeta Sousândrade, publicada em 1870, que retrata a história de um personagem misterioso chamado Guesa Errante, que percorre o mundo em busca de uma identidade e um propósito.

## Conteúdo
O livro é dividido em cinco partes, cada uma representando uma fase na jornada de Guesa. Na primeira parte, intitulada "O Uraguai", Guesa está na América do Sul e se envolve na luta pela independência do Uruguai.
Na segunda parte, "A América", Guesa viaja pelos Estados Unidos e Canadá, onde conhece a cultura e as tradições dos povos indígenas e dos colonizadores europeus.
A terceira parte, "A Europa", mostra Guesa viajando pela Europa, onde se envolve com a política e a cultura do Velho Continente. Nessa parte, Sousândrade aborda temas como o romantismo, o idealismo e a revolução.
Na quarta parte, "A África", Guesa se envolve com a luta contra a escravidão no continente africano. Nessa parte, Sousândrade aborda temas como a abolição da escravatura, a liberdade e a igualdade.
Por fim, na quinta parte, "O Brasil", Guesa retorna ao seu país de origem e se envolve na luta pela independência do Brasil. Nessa parte, Sousândrade retrata a história e a cultura brasileira, além de discutir temas como a identidade nacional e a busca pela liberdade.
"O Guesa" é uma obra complexa e inovadora para a sua época, que combina elementos do romantismo, do simbolismo e do realismo, além de apresentar uma visão crítica sobre a sociedade e a política de sua época.